# Álvaro Brechner
Alvaro Brechner (en espagnol : Álvaro Brechner; Montevideo, 9 avril 1976) est un réalisateur, scénariste et producteur uruguayen. Il a réalisé plusieurs courts métrages et documentaires, et deux longs-métrages : Sale temps pour les pêcheurs (Mal día para pescar) et Mr.Kaplan, lauréats de nombreux prix internationaux, et a participé à des dizaines de festivals, dont notamment la Semaine de la critique du Festival de Cannes.

## Biographie
Alvaro Brechner réalise et produit plusieurs documentaires et des courts métrages en 35 mm : The Nine Mile Walk (es) (basé sur une nouvelle de l'écrivain américain Harry Kemelman), Sofia et Deuxième anniversaire, qui ont été sélectionnés dans plus de 100 festivals, dont en particulier le Festival du court métrage de Clermont-Ferrand
En 2009, son premier long métrage, Sale Temps Pour les Pecheurs, a été présenté à la 48e Semaine de la critique du Festival de Cannes. Il est proposé en tant que candidat uruguayen pour  l'Oscar du meilleur film en langue étrangère. Le film a remporté plusieurs prix internationaux et a été présenté dans de nombreux festivals.
Il réalise Mr. Kaplan (es) en 2014,. Le projet a reçu le soutien du programme-cadre « Script & Pitch » du TorinoFilmLab en 2010 et en 2011, remportant une dotation de 30 000 € à 100 000 €. Le film a été choisi en tant que candidat uruguayen pour l'Oscar du meilleur film en langue étrangère, et a été nommé dans la catégorie du meilleur film ibéro-américain aux Prix Goya de l'Académie du film espagnol, pour le Prix Ariel de l'Académie mexicaine du film, et a obtenu 7 nominations aux Premios Platino dans les catégories du meilleur film de l'année, du meilleur réalisateur, du meilleur scénario, de la meilleure photographie, du meilleur montage, du meilleur son et de la meilleure direction artistique.
En 2014, Brechner a été sélectionné par le magazine Variety sur sa liste « Up Next 10 » des dix réalisateurs et des producteurs émergents d'Amérique latine les plus intéressants.
Son troisième long métrage intitulé La Noche de 12 Años (alias A Twelve-Year Night ou Compañeros) a été présenté au Festival international de Venise et au Festival international du film de Saint-Sébastien, et a remporté le prix Goya du meilleur scénario adapté. Le film raconte les années de confinement et d'isolement subies par trois personnalités uruguayennes pendant la dernière dictature militaire dans ce pays (1973-1985) : José Mujica, Mauricio Rosencof et Eleuterio Fernández Huidobro. Il est sélectionné comme représentant uruguayen pour l'Oscar du meilleur film international. 
Entre autres, il a reçu le Prix FIPRESCI du Festival international du film du Caire (Golden Pyramide), huit prix au Festival du film de Huelva dont le Golden Colón du meilleur réalisateur et du meilleur acteur, et cinq prix du public (Festival de Biarritz, Festival international du film d'Amiens, Festival de Thessalonique, Festival de Huelva et Festival d'Istanbul).
Il a reçu les prix du marché de coproduction du Festival international du film de Berlin et du Festival international du film de San Sebastian.

## Filmographie

### Réalisateur
Cinéma
- 2009 : Sale temps pour les pêcheurs
- 2014 : Mr. Kaplan (en)
- 2018 : Compañeros (La noche de 12 años)

Courts-métrages
- 2003 : The Nine Mile Walk (es)
- 2005 : Sofía
- 2007 : Segundo aniversario

### Producteur
Cinéma
- 2004 : Operación Algeciras
- 2009 : Sale temps pour les pêcheurs
- 2014 : Mr. Kaplan (en)

Courts-métrages
- 2003 : The Nine Mile Walk (es)
- 2004 : As Follows
- 2005 : Sofía
- 2007 : Segundo aniversario

### Scénariste
Cinéma
- 2002 : One Dollar (El precio de la vida)
- 2009 : Sale temps pour les pêcheurs
- 2014 : Mr. Kaplan (en)
- 2018 : Memorias del calabozo

Courts-métrages
- 2003 : The Nine Mile Walk (es)
- 2005 : Sofía
- 2007 : Segundo aniversario